# DENIS J081730.0-615520
Désignations
DENIS J081730.0-615520 est une naine brune de type T dans la constellation de la Carène, située à ∼ 17 a.l. (∼ 5,21 pc) de la Terre.

## Découverte
Elle a été découverte par Étienne Artigau et ses collèges en avril 2010. La naine brune est de type spectral T6, a une température de 950 K, une masse de 15 MJ, soit environ 1,5 % de la masse solaire.